# Abraxas neomartaria
Abraxas neomartaria är en fjärilsart som beskrevs av Inoue 1970. Abraxas neomartaria ingår i släktet Abraxas och familjen mätare. Inga underarter finns listade i Catalogue of Life.